# Museros (kommunhuvudort)
Museros är en kommunhuvudort i Spanien.   Den ligger i provinsen Província de València och regionen Valencia, i den östra delen av landet, 300 km öster om huvudstaden Madrid. Museros ligger 19 meter över havet och antalet invånare är 4 555.
Terrängen runt Museros är huvudsakligen platt, men norrut är den kuperad. Havet är nära Museros åt sydost.Runt Museros är det tätbefolkat, med 913 invånare per kvadratkilometer. Närmaste större samhälle är Valencia, 11,0 km söder om Museros. Trakten runt Museros består till största delen av jordbruksmark.